# 謝廷駿
謝廷駿，MBG（1978年9月5日—2010年8月23日），原名謝志偉，為馬尼拉人質事件中的被挾持旅遊團的領隊，其後因被歹徒射殺而殉職，是事件中第一位犧牲者。

## 生平
他是1997年香港黃克競工業學院旅遊系畢業的校友，其家中有1兄1弟。1999年入職太陽活力之旅任全職旅行團領隊，同年再入職康泰旅行社任全職旅行團領隊，2003年曾經轉職香港四季酒店，在任職香港四季酒店期間對旅遊業依然鍾愛，在長假期期間以兼職領隊身份帶團。2009年期間更考慮投考香港警察，至2010年3月到印度學習瑜伽課程，打算開班授徒，不過碰上香港瑜伽中心倒閉潮，所以於同年暑假改為兼職帶外遊旅行團，曾出團上海、泰國、台灣及菲律賓等。
謝廷駿於挾持發生後，第一時間冒死致電回公司通報事件，挾持期間被歹徒當作盾牌，單獨銬於車頭。期間歹徒甚至多次持槍站在謝廷駿背後，但謝始終保持冷靜，終於當地時間19時21分被歹徒射殺。其遇害後，網民及康泰都在網上設靈，兼擬盼追頒英勇勳章。香港旅遊業議會副主席徐王美倫讚揚謝廷駿盡忠職守，得到業界敬重。他於2011年追頒金英勇勳章。逝世後，謝廷駿的骨灰安葬於鑽石山墳場的「仰念堂」。

## 康泰領隊追思會
「我們永遠懷念你——謝廷駿追思會」是康泰旅行社為悼念馬尼拉前警員劫持香港旅行團事件中所殉職的領隊謝廷駿而舉辦，該活動於2010年9月2日晚上7時30分至9時在新界葵涌葵青劇院舉行。

### 流程
默哀
- 全場默哀1分鐘

致悼辭
- 康泰旅行社董事長黃士心
- 香港旅遊事務專員容偉雄
- 香港旅遊業議會總幹事董耀中

謝廷駿生活點滴影片播放
懷念謝廷駿分享
致勉勵辭
- 康泰旅行社董事總經理黃進達

合唱《壯志驕陽》
- 康泰旅行社管理層帶領全場演唱張學友《壯志驕陽》重新振作

獻花致意

## 外部連結
- 謝廷駿的新浪微博[永久]
- 謝廷駿的FACEBOOK個人頁 （页面存档备份，存于）
- 謝廷駿的網易博客（页面存档备份，存于）
- 康泰網頁紀念區（页面存档备份，存于）
- 為康泰領隊謝廷駿致最深切哀悼
- 東方日報：領隊謝廷駿死不瞑目（页面存档备份，存于），2010年8月25日
- 東方日報：網民促追封殉職英勇領隊（页面存档备份，存于），2010年8月25日
- 星島日報：勇領隊生死11小時，2010年8月25日
- 康泰旅行社舉辦「我們永遠懷念您 – 謝廷駿追思會」（页面存档备份，存于）(康泰旅行社新聞稿，2010年8月30日)
- 旅行社為謝廷駿舉行追思會[] (香港有線電視新聞，2010年9月3日)
- 謝廷駿追思會（页面存档备份，存于）(香港電台，晨早新聞天地，2010年9月3日)